# Municipio de Brady (condado de Butler)
El municipio de Brady (en inglés: Brady Township) es un municipio ubicado en el condado de Butler en el estado estadounidense de Pensilvania. En el año 2000 tenía una población de 1.452 habitantes y una densidad poblacional de 33.2 personas por km².

## Geografía
El municipio de Brady se encuentra ubicado en las coordenadas 40°59′00″N 79°59′29″O / 40.98333, -79.99139.

## Demografía
Según la Oficina del Censo en 2000 los ingresos medios por hogar en la localidad eran de $35,547 y los ingresos medios por familia eran $38,646. Los hombres tenían unos ingresos medios de $30,769 frente a los $22,708 para las mujeres. La renta per cápita para la localidad era de $14,237. Alrededor del 16,9% de la población estaban por debajo del umbral de pobreza.